# Saily Viart
Saily Viart Despaigne (ur. 10 września 1995) – kubańska lekkoatletka specjalizująca się w pchnięciu kulą.
Dziewiąta zawodniczka mistrzostw świata do lat 20 w Eugene (2014). W tym samym roku zajęła miejsce tuż za podium na igrzyskach Ameryki Środkowej i Karaibów. Siódma kulomiotka igrzysk panamerykańskich (2015). W lipcu 2016 roku zdobyła srebrny medal młodzieżowych mistrzostw NACAC. Niecały miesiąc później wystartowała na igrzyskach olimpijskich w Rio de Janeiro, gdzie zajęła 26. miejsce w eliminacjach i nie awansowała do finału.
Medalistka mistrzostw Kuby.
Rekordy życiowy: 17,94 (25 czerwca 2016, Cali).

## Osiągnięcia
| Rok  | Impreza                               | Miejsce        | Lokata            | Wynik |
| ---- | ------------------------------------- | -------------- | ----------------- | ----- |
| 2014 | Mistrzostwa świata juniorów           | Eugene         | 9. miejsce        | 15,62 |
| 2014 | Igrzyska Ameryki Środkowej i Karaibów | Xalapa         | 4. miejsce        | 17,21 |
| 2015 | Igrzyska panamerykańskie              | Toronto        | 7. miejsce        | 17,50 |
| 2016 | Młodzieżowe mistrzostwa NACAC         | San Salvador   | 2. miejsce        | 17,42 |
| 2016 | Igrzyska olimpijskie                  | Rio de Janeiro | el. – 26. miejsce | 16,99 |